# Riesenmammutbaum bei Schotten

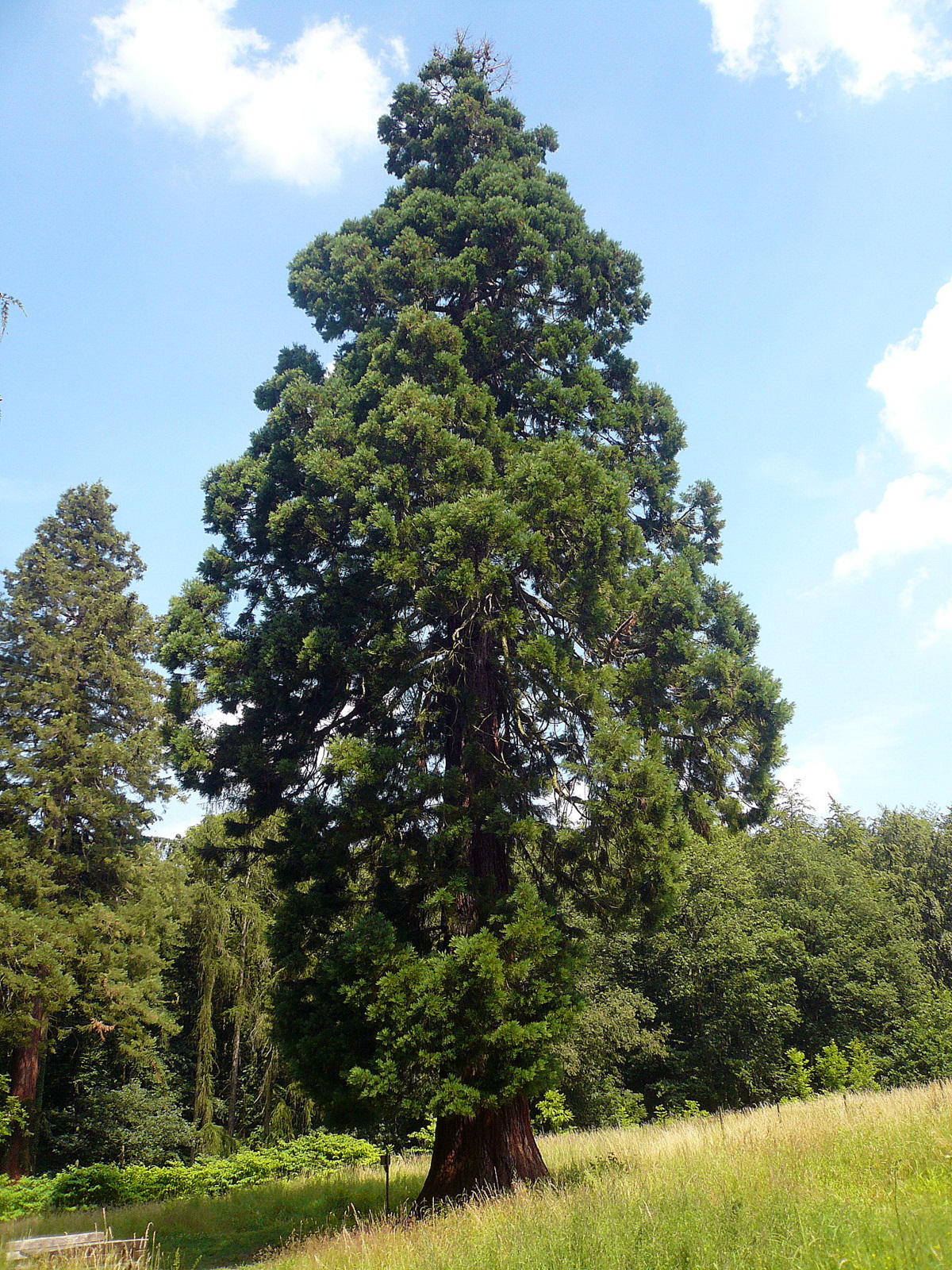
Südansicht

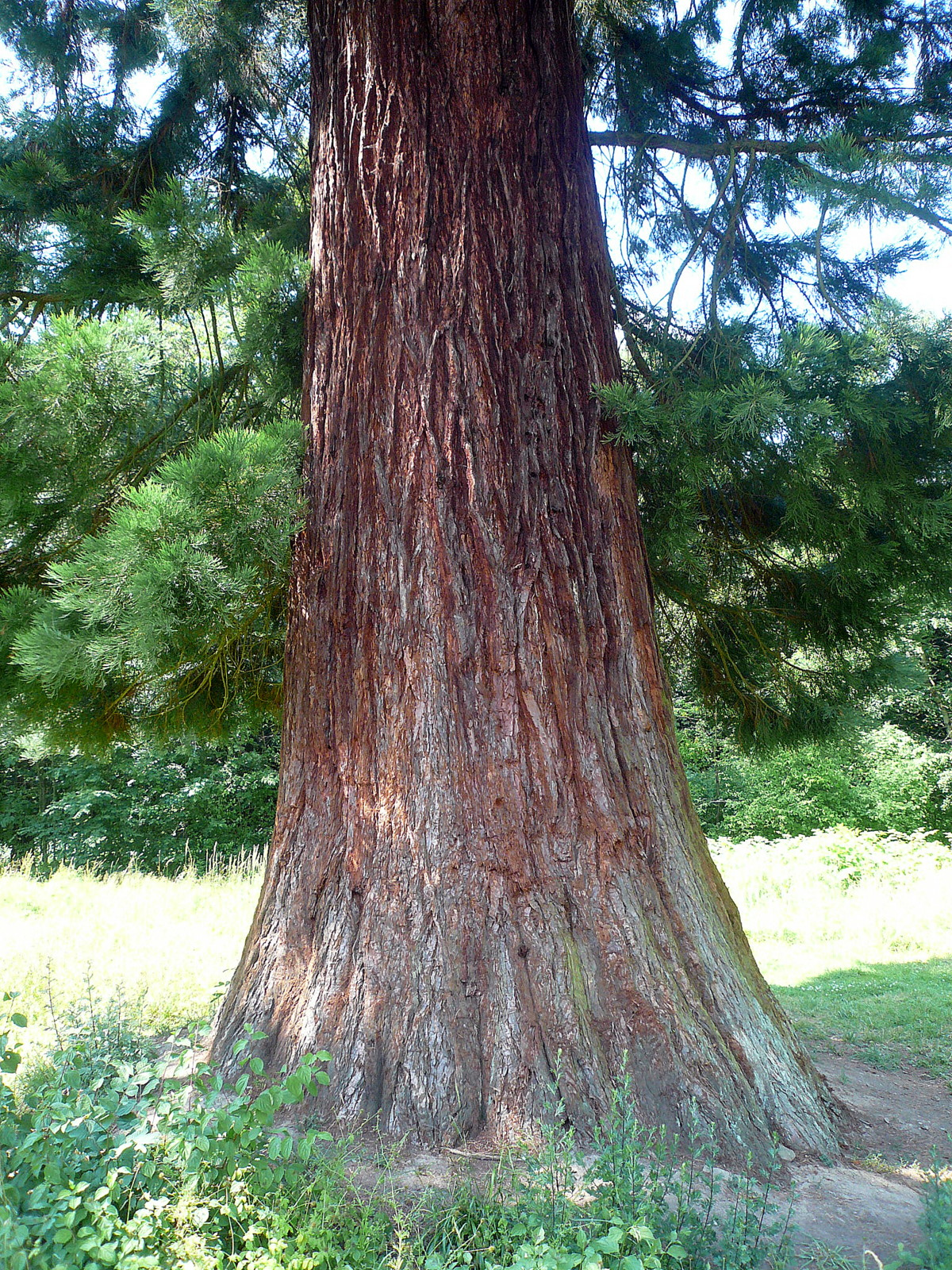
Stammansicht

Der Riesenmammutbaum bei Schotten steht südwestlich der Stadt Schotten im Vogelsbergkreis in Hessen und ist ein Naturdenkmal. Der Riesenmammutbaum (Sequoiadendron giganteum), auch Berg-Mammutbaum genannt, befindet sich nördlich des Schottener Ortsteils Wingershausen, etwa einen Kilometer südöstlich des Niddastausees und westlich des Hoherodskopf im Naturpark Vulkanregion Vogelsberg. Er steht 315 Meter über Normalnull auf einer etwa 100 mal 60 Meter großen, nach Norden geneigten Freifläche in der Oberen Läunsbachschneise innerhalb eines Waldgebietes im ehemaligen Pflanzgarten Läunsbachkamp. Am Mammutbaum führt der Naturlehrpfad Sauberg vorbei, der am Ufer des Niddastausees beginnt und endet. In direkter Nähe befindet sich eine historische Informationstafel über den Mammutbaum aus den 1960er Jahren sowie eine aktuelle Informationstafel.

## Geschichte

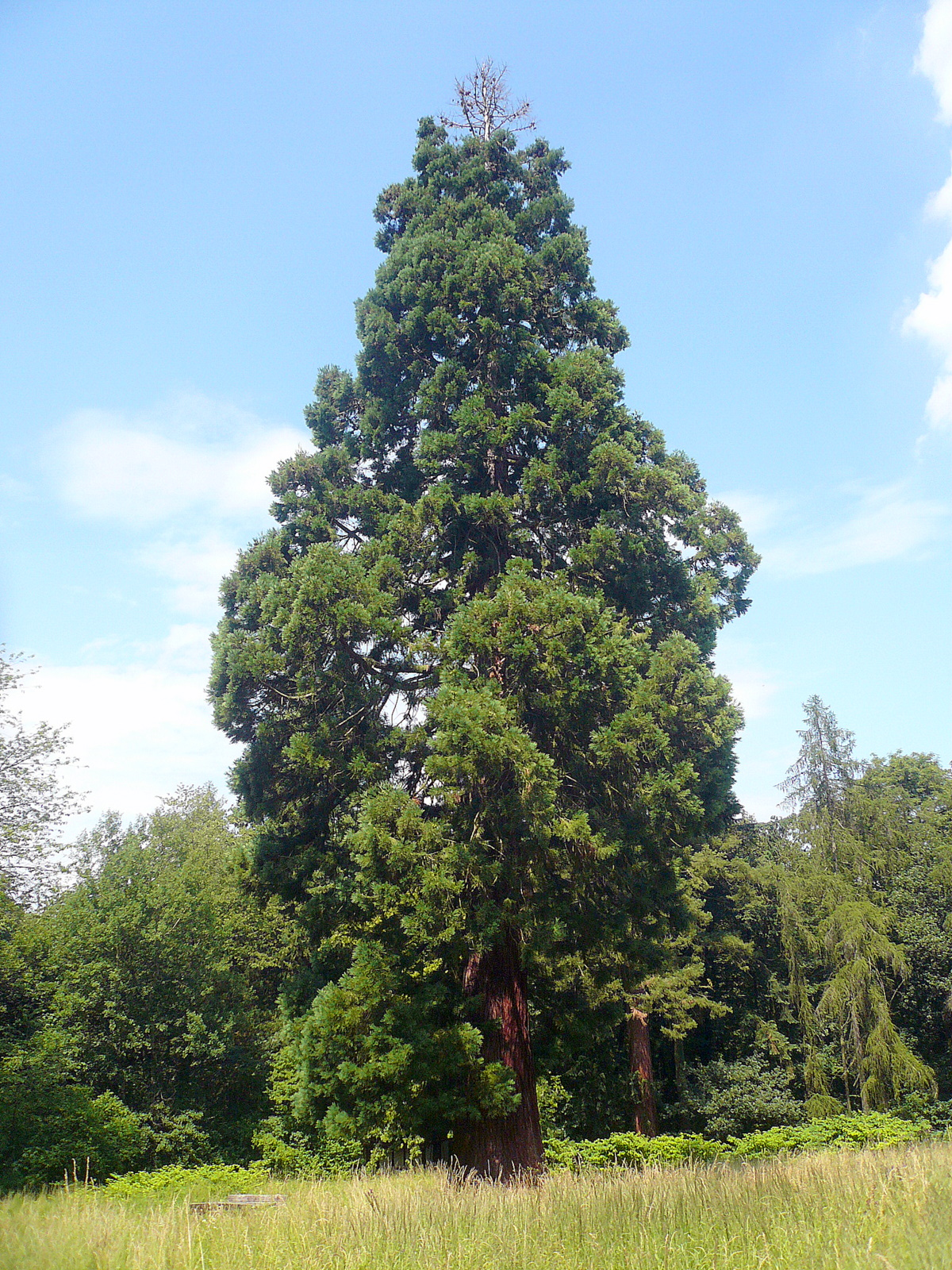
Ansicht von Südosten mit kahler Spitze

Der Mammutbaum wurde im Frühjahr 1900 vom Förster Carl Schott sr. anlässlich der Geburt seines Sohnes Carl Schott jr. gepflanzt. Die Jungpflanze stammte aus dem Botanischen Garten Gießen und war von Oberförster Walther, dem Leiter des damaligen Forstamtes Griesheim, gezüchtet worden. Er hatte die Samen über die Darmstädter Baumschule Appel von dem Pflanzensammler Carl Albert Purpus erhalten, der sie für den Botanischen Garten Darmstadt, wo sein Bruder Joseph Anton seit 1888 Garteninspektor war, angeblich in trockenen Wäldern auf höheren Lagen der Sierra Nevada gesammelt hatte. Das mag der Grund dafür gewesen sein, dass die Sämlinge das raue Klima Schottens überstanden. Im Winter 1928/1929 sanken dort die Temperaturen bis auf −23,6 °C, im Winter 1941/1942 bis auf −24,4 °C. Sämlinge die aus tieferen Regionen der Vereinigten Staaten stammen, sind in Deutschland meist frostgefährdet.

## Beschreibung
Der Mammutbaum hat einen völlig gleichmäßig gewachsenen Stamm, der breit am Boden beginnt, sich gleichmäßig verjüngt und bis in etwa zehn Meter Höhe völlig astfrei ist, und eine etwa 35 Meter hohe, schmal kegelförmige Krone. Die Spitze ist nach dem trockenen Winter 2007/2008 und dem anschließenden trockenen und übermäßig warmen Frühling trocken gefallen und abgestorben. Dies ist auch bei anderen Mammutbäumen in Deutschland zu beobachten, die unter großer Trockenheit leiden mussten. Die Bäume bildeten dann eine zweite Spitze, die mit der Zeit höher reichte, als die abgestorbene. Im Winter 2009/2010 brach bei einem Sturm die abgestorbene Spitze ab und wurde zu Boden geworfen. 1984 hatte der Stamm in 1,3 Meter Höhe einen Umfang von 6,65 Metern. Er war 35 Meter hoch, die Krone hatte einen Durchmesser von 16 Metern. Die Holzmenge wurde 1984 mit 40 Festmetern angegeben.
Messungen im Jahre 2009 in 1,3 Meter Höhe ergaben einen Umfang von 7,40 und einen Brusthöhendurchmesser (BHD) von 2,36 Metern. In einem Meter Höhe betrug der Stammumfang 8,25 und in 2,5 Meter Höhe 7 Meter. Direkt über dem Boden hat er einen Umfang von 11,26 Metern. Der Mammutbaum zählt damit zu den stärksten in Deutschland und liegt mit diesen Maßen nach dem Deutschen Baumarchiv, dem der Stammumfang in einem Meter Höhe als wichtigstes Auswahlkriterium dient, zu den national bedeutsamen Bäumen (NBB). Er wird jedoch in der Literatur nicht dementsprechend geführt. Der Baum hat eine enorme Wuchsleistung. Der Stammumfang des im Jahre 2010 110 Jahre alten Baumes nimmt jährlich um etwa sieben bis acht Zentimeter zu.
Zwei weitere Riesenmammutbäume -ein dritter Baum fiel der Trockenheit zum Opfer und wurde gefällt - stehen unmittelbar am Rande der Waldlichtung, am Heller-Häuschen, einem kleinen Waldhaus, das früher zum alten Pflanzgarten der Dorfgemeinde Rainrod gehörte. Diese beiden stammen vermutlich aus den 1930er Jahren. Sie haben einen Brusthöhendurchmesser von 1,35 bis 1,50 Metern, in 1,3 Meter Höhe gemessen. Diese geringere Wuchsleistung im Vergleich zum großen Mammutbaum ist wohl darauf zurückzuführen, dass sie im Waldinneren aufgewachsen sind und dort im Wuchs behindert waren. Die Höhe der zwei Bäume liegt bei 33 bis 34 Meter. Ein vierter, 26 Meter hoher Riesenmammutbaum aus den 1960er Jahren mit einem Brusthöhendurchmesser von 1,17 Metern steht am nordöstlichen Rand der Lichtung.

## Bilder

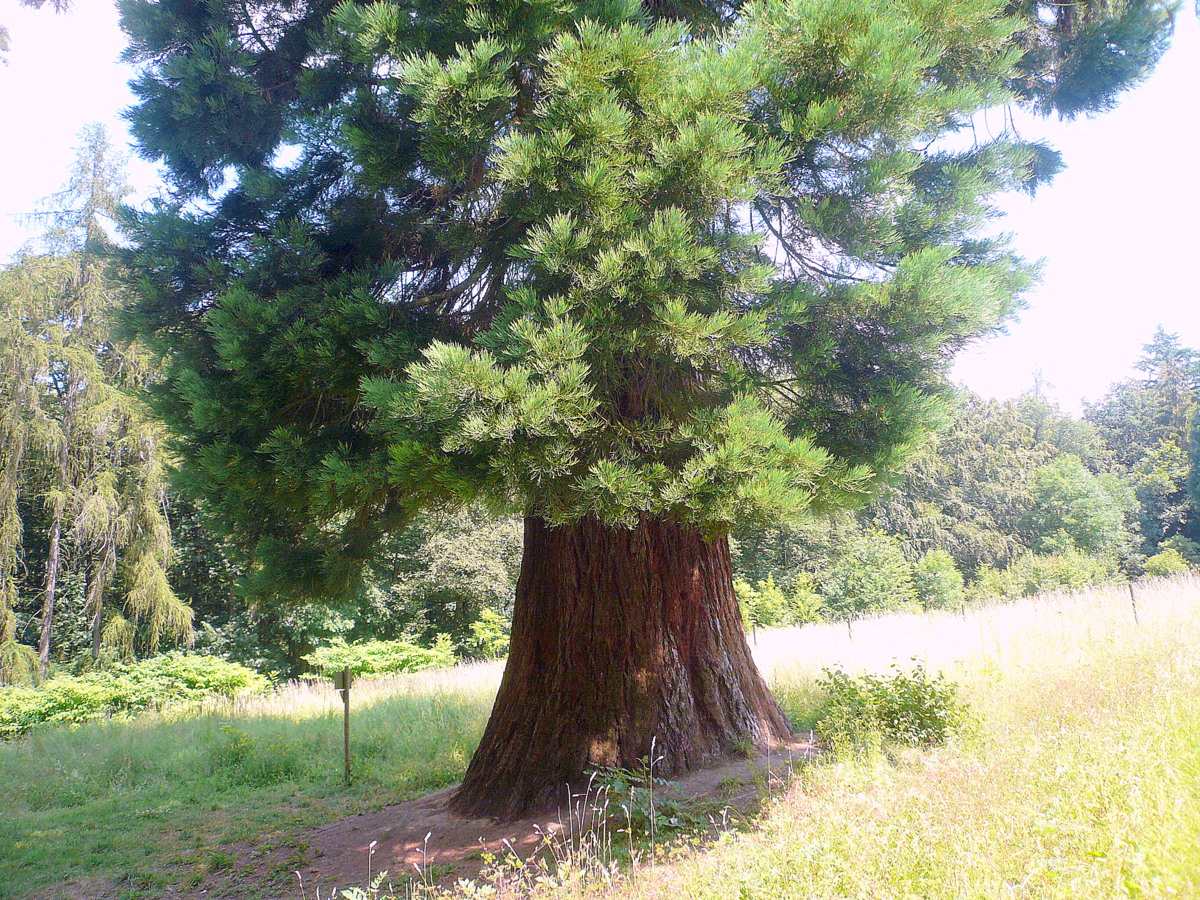
Stammansicht
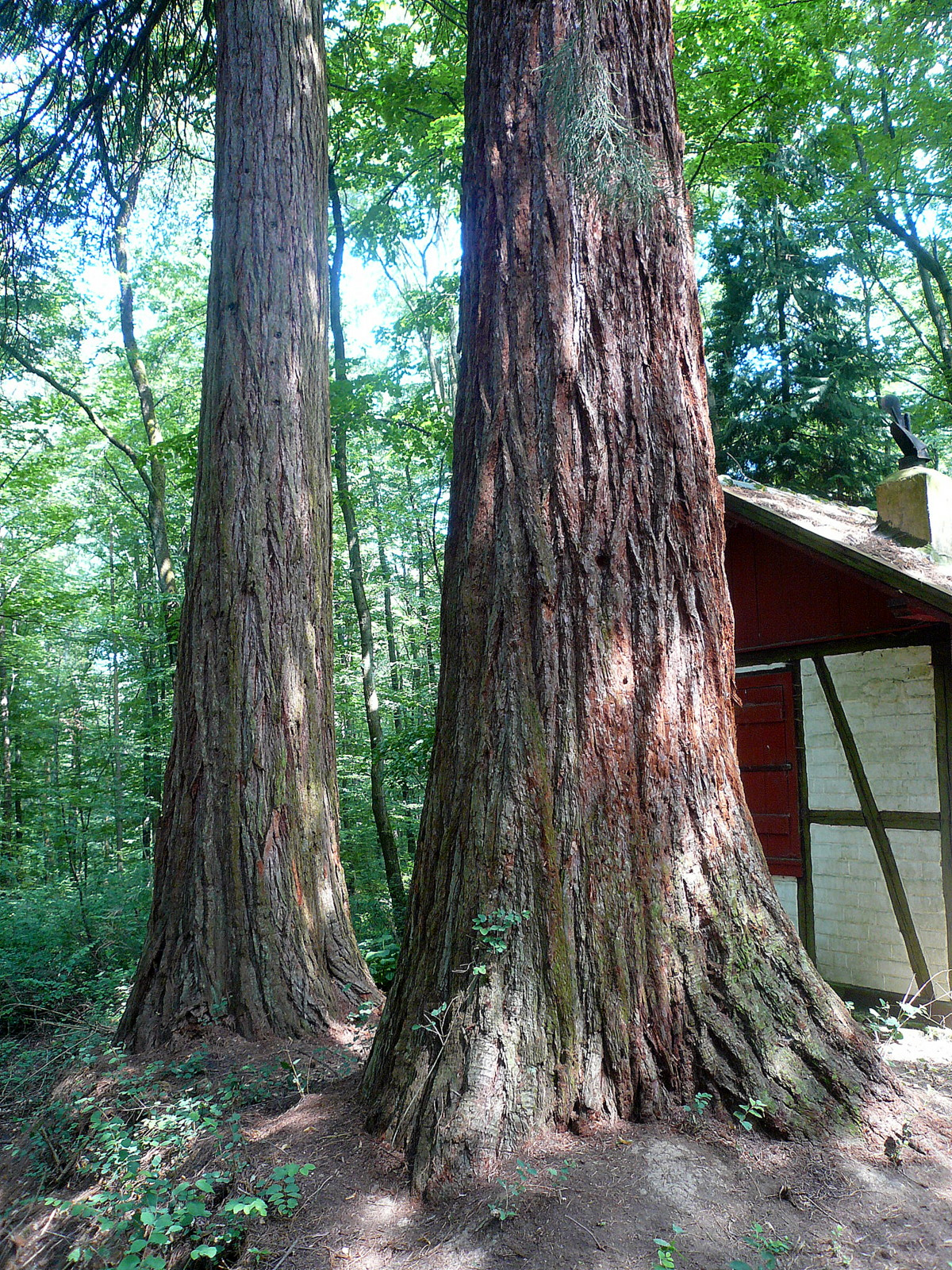
Zwei Mammutbäume beim Heller-Häuschen
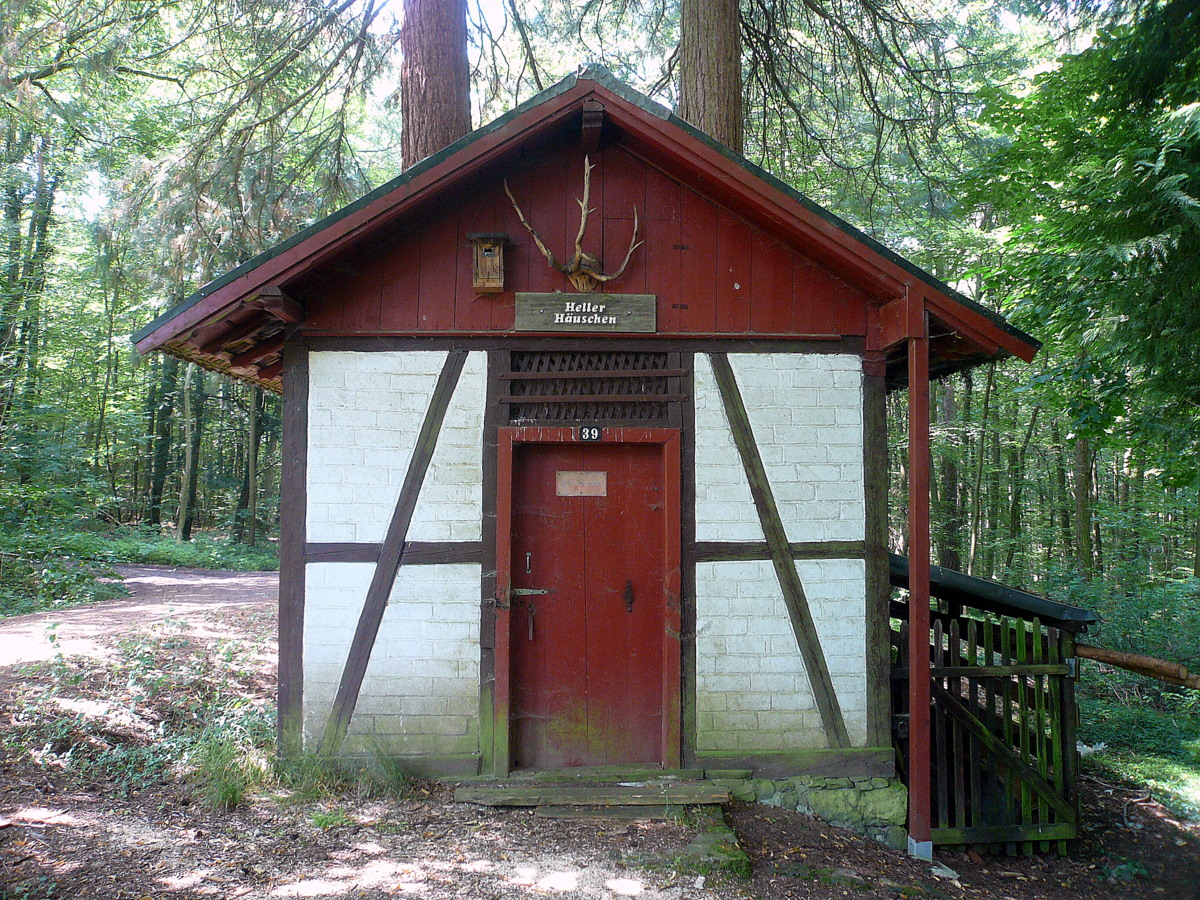
Heller-Häuschen, dahinter zwei Mammutbäume